# Свети Атанасий (Пендалофос)
Вижте пояснителната страница за други значения на Свети Атанасий.
„Свети Атанасий“ (на гръцки: Άγιος Αθανάσιος Πενταλόφου) е православна църква в село Пендалофос (Жупан), Егейска Македония, Гърция, част от Сисанийската и Сятищка епархия.
Църквата е построена през март 1816 година от Костас Карас на централния площад на селото. Представлява трикорабна базилика. Според местната легенда първоначално е посветена на Рождество Богородично, но е прекръстена на „Свети Атанасий“, поради страх от чума.